# Erylus alleni
Erylus alleni é uma esponja marinha descrita por M.W. de Laubenfels em 1934. O epíteto específico homenageia o Dr. E. J. Allen, Diretor da Marine Biological Association em Plymouth, Inglaterra.

## Descrição morfológica
E. alleni apresenta hábito de crescimento pedunculado, com hastes em forma de coração com altura variando de 3 a 7 centímetros e largura de 1 a 3 centímetros na porção superior. A coloração externa é marrom escuro, enquanto o interior é castanho claro. A superfície externa é muito lisa, sem protuberâncias evidentes, distinguindo-a de espécies similares. Cada haste possui um ou dois ósculos na extremidade, com diâmetro de aproximadamente 1 a 5 milímetros, precedidos por um vestíbulo com profundidade de 1 a 2 centímetros A consistência geral do corpo é densa, sugerindo elevada compactação de espículas internas.
As espículas de E. alleni incluem: aspidasteres elípticos, característicos do gênero Erylus; oxiâsteres dispostos em duas categorias de tamanho, ferramenta fundamental para distingui-la de Erylus goffrilleri e Erylus trisphaerus, espécies co-ocorrentes; gemmuloscleras e oxas menores, presentes em gêmulas subesféricas recobertas por espículas finas, adaptadas para resistência a condições adversas.

## Distribuição e habitat
E. alleni ocorre no Atlântico Ocidental, com registros desde o Golfo do México até o Brasil. No Brasil, foi registrada em Fernando de Noronha, Arquipélago de Rocas e áreas costeiras do Nordeste, incluindo a região do Maranhão. Também está presente em ilhas do Caribe (Bahamas, Ilhas Virgens, Porto Rico) e no sul da Flórida. Habita zonas sublitorais e infralitorais, em profundidades que variam de 25 a 174 metros. Prefere recifes de algas coralinas e nódulos de algas, fixando-se em substratos duros.

## Biologia e ecologia
Alimentação: como filtradora, E. alleni captura partículas planctônicas e sedimentos suspensos, desempenhando papel essencial na ciclagem de nutrientes.
Reprodução: a reprodução dessa esponja ocorre tanto de forma assexuada, via brotamento de gêmulas que garantem resistência a períodos de variações ambientais, quanto sexual, com liberação de esperma e óvulos em correntes marinhas.
Relações ecológicas: Espécies de bactérias heterotróficas isoladas de Erylus spp. mostram atividade antimicrobiana, sugerindo papel imunológico do hospedeiro.

## Estado de conservação
Não avaliada individualmente pela IUCN, mas ocorrendo em áreas protegidas como o Flower Garden Banks National Marine Sanctuary, onde é considerada de menor preocupação devido à ampla distribuição e baixa exposição a ameaças diretas.

## Taxonomia e sinônimos
Erylus alleni foi descrita por de Laubenfels em 1934, com base em espécimes coletados em águas profundas de Porto Rico. Estudos posteriores consideraram E. alleni sinônimo júnior de Erylus transiens, mas análises de categorias de oxiâsteres sustentam seu status de espécie distinta.